# نيكولاس مكدونالد
نيكولاس مكدونالد (بالإنجليزية: Nicholas McDonald)‏ هو مغني بريطاني، ولد في 23 نوفمبر 1996 في Wishaw ‏ في المملكة المتحدة.

## وصلات خارجية
- الموقع الرسمي
- نيكولاس مكدونالد على موقع IMDb (الإنجليزية)
- نيكولاس مكدونالد على موقع ميوزك برينز (الإنجليزية)